# 住之江出入口
住之江出入口（すみのえでいりぐち）は、大阪府大阪市住之江区の阪神高速道路15号堺線の出入口。西大阪線・環状線方面のみ接続するハーフICである。

## 道路
- 阪神高速15号堺線(15-06)

## 料金所

### 住之江料金所
- ブース数：2
  - ETC専用：1
  - ETC/一般：1

## 接続する道路
- 国道26号
- 住之江通
- 大和川通

### 乗り継ぎ
2024年6月1日の料金制度改定に合わせて、本出入口と6号大和川線鉄砲出入口間の乗り継ぎ制度がETC車限定で導入された。乗り継ぎ時間は30分以内で、導入当初は20時 - 翌6時の時間限定とされている。

## 周辺
- 住之江区役所
- 南海本線住ノ江駅、住吉大社駅
- Osaka Metro四つ橋線･Osaka Metro南港ポートタウン線 住之江公園駅
- 阪堺電気軌道上町線住吉公園駅
- 阪堺電気軌道阪堺線住吉鳥居前停留場、安立町停留場、我孫子道停留場
- 住吉大社
- 高崎神社
- 高砂神社
- 住吉公園
- 住之江公園
- 住之江競艇場
- 大和川橋

## 隣
阪神高速15号堺線
(15-04)津守出入口 - (15-05)玉出出入口 - (15-06)住之江出入口 - (15-07,15-08)堺出入口